# Појтингерова табла
Појтингерова табла, Римска путна карта света, Табула Понтингеријана (лат. Tabula Peutingeriana), је једна од најстаријих путних мапа на којој су представљени путеви у свим деловима римског царства. „На њој је представљен свет освојен снагом римског оружја...и вероватно је настала по узору на Агрипину карту света.“
Појтингерова табла, је једини преостали итинерар (мапа), римских путева (лат. Cursus publicus), и јединствена је копија, која је последњи пут ревидиран у четвртом или почетком петог века. Она покрива Европу, делове Азије (Персија, Индија) и северну Африку.
Римска путна карта света – Табула Понтингеријана, направљена је у облику свитка са обележеном мрежом главних и споредних путева, насеља, речних токова, понеком планином и називима римских покрајина.
Облик мапе је неприродно издужена у правцу исток–запад, и прилагођен је потребама путника. Зато је читав приказ територија на мапи израђен тако да послужи као практичан приручник.
На карти су сва растојања приказана у тзв римским миљама, јединици мере за дужину која се први пут јавља у старом Риму. Она је одређивала удаљеност од 1.000 двокорака (лат. milia passuum), односно 2.000 корака, где је двокорак имао пет стопа. Римска миља је износила око 1.480 метара.
Мапа је састављена на основу података са терена из прве половине 4. века. Пронађена је у 15. веку, а израђена је од стране непознатог картографа у 13. веку. Назив је добила према њеном проналазачу Конраду Појтингеру, немачком хуманисте и антиквару из 15-16. века. Оригинал мапе чува се у Националној библиотеци у Бечу, Аустрија.

## Историја
Документ изузетне вредности, какав је Појтингерова табла, настао је највероватније у дванаестом или тринаестом веку, као копија римске карте, из 2. до 4. века. Средњовековна копија ове мапе преживела је захваљујући Конраду Целтесу, званом Конрад Бицкел (1459—1508) књижару цара Максимилијана I који је овај рукопис пронашао и 1507. предао свом пријатељу Конраду Појтингеру (1465—1547) познатом немачком филологу и антиквару из Аугсбурга по коме је мапа и добила име. Није утврђено како је Целтес дошао у посед ове вредне копије, нити ко је њен аутор и где је настала.
После смрти Конрада Појтингер мапу је наследио неко од његових чланова породице. Мапа је први пут приказана 80 година касније након Појтингеровог открића, 1591. од стране другог научника, Маркуса Велсера, једног од Појтингерових потомка. Копију мапе у пуном облику објавио је Абрахам Ортелиус 1598. у Антверпену.
Све до 1714. сматрало се да је мапа заувек изгубљена, када је поново пронађена и враћена у посед Еугена Савојског 1720. Све до 1736. мапа је била у власништву принца Еугена Савојског, да би после његова смрти заједно са његовом личном библиотеком и осталом заоставштином мапа прешла у власништво Хабзбуршког суда, 1736. године.
Тренутно се једина копија Појтингерова табла из 12. века, под називом лат. Codex Vindobonensis чува у Националној библиотеци Аустрије у Бечу, и ретко се јавно приказује. Изложена верзија овог документа је без крајњег западног сегмента мапе, који је у оригиналу морао постојати, али изгледа да није прекопиран (или је уништен) у средњем веку.
Документ је по неким тврдњама, највероватније настао око 1265. године од стране анонимног монаха из Колмара (града у Алзасу). Међутим, постоје и другачија мишљења у којима се наводи да је с обзиром на елементе палеографије и текстуру пергамента мапа највероватније настала две стотине година раније у Рајхенау, највећем острву у Боденском језеру, западно од најближег града-Констанц, у немачкој савезној покрајини Баден-Виртемберг.
Оригинална мапе највероватније потиче из другог века, неколико деценија након освајања Дакије од стране Трајана, што доказује приказ дачких градова и главних путева повезаних са остатком Римског царства.

### Итинерари
Појам итинерар или итинерариум (лат. itinerarium) од латинске речи лат. iter (пут) потиче из периода Римског царства и означава путну карту са описима саобраћајница. На итинерару су приказивана насеља (станице) и њихова међусобну удаљеност у римским миљама.
У литератури се најчешће помињу две врсте итинерара:
- Прву врсту итинерара (лат. itineraria adnotata (itineraria scripta)) карактерише списак имена станица на јавним путевима и раздаљине између њих, а изворно су придодавани и подаци о коначиштима, царинама итд.
- Друга врста итинерара (лат. itineraria picta је у облику приказа на картама.

Итинерари су коришћени у разне сврхе, пре свега војне, затим трговачке, путничке и поштанске.
Посебна врста итинерара је итинерар гатиатанум (лат. Itinerarium Gaditanum), који се према садржају може уврстити у лат. itineraria scripta. Ради се о четири сребрна пехара у облику миљоказа, са натписима који носе податке о станицама и њиховој међусобној удаљености на путу од Гадира (Гадеса, Кадиза), у југозападној Хиспанији, до Рима. Откривени су надомак села Викарело у Етрурији и потичу из прве деценије 4. века после Христа.
За територију Римског царства најзначајни итинерари су је Појтингерова табла (лат. Tabula Peutingeriana), Антонинов итинерар (лат. Itinerarium Antonini) Равенатова космографија (лат. Ravennatis anonymi cosmographia—Anonymi Ravennatis) и Итинераријум Хијеросолимитанум (лат. Itinerarium Hierosolymitanum).
Најважнији извор података за подручје Дарданије, на чијој територији се налази данашња Србија представља Појтингерова табла.
Према Лукијану Босију, Појтингерова табла је итинерариум пиктум (лат. itinerarium pictum), која је временом допуњаван и усклађивана са развојем путне мреже и политичким приликама у Римском царству.</ref>
Према мишљењу истраживача сматра се да је до њеног открића мапа претрпела три главне измене:
- Прва потиче из периода Августа (и повезана је са реконструкцијом лат. cursus publicus)
- Друга из периода династије Севера (и повезана је са реорганизацијом претходног Августовог поштанског система).
- Трећа измена се везује за период од 4. века, када су, у складу са ширењем хришћанства, уношени нови елементи, све до времена настанка данашње средњовековне копије која се чува у Бечу.

## Опис мапе
На почетку описа мапе треба напоменути да Појтингерова табла није географска карта, у правом смислу те речи, већ схамизована мапа путева који су на мапи приказани искошено у правцу исток-запад. Зато све што није било од пресудног значаја за оријентацију путника на њој приказано, крајње оскудно (планински предели, шуме, мора, пустиње).
Према томе Појтингерова табла, није географска мапа са јасним пропорцијама у односу на стварну конфигурацију терена и физичке елементе, већ једноставна карта која је приказивала систем римских саобраћајница, са одмориштима и значајнијим центрима, без детаљнијих описа географских одлика.
Картограф је желео да путника обавести о мрежи путева, са тачним раздаљинама у римским миљама између најважнијих станица и другим корисним информацијама. Тако су текстуално или неким цртежом представљена одморишта, бање и коначишта или мања и већа насеља у којима је путник намерник могао да се окрепи, истимари стоку, спава или обедује. Растојање између ових станица приказана су тако да су мања од једног дана путовања (нпр растојање између Ниша и Беле Паланке је 24 римске миље (35,6 километара). Бање су биле посебно значајне, за од дугог и напорног пута уморне путнике, и на мапи су означене четвртастим знацима.
На мапи је уцртано више од 200.000 километара путева, при чему су на њој истакнуте кључне тачке па је тако нпр, подручје града Рима и данашње Италије заузимало пет сегмената (од II до VI).
Иако се првобитно мислило да је Појтингерова табла војна мапа, подаци уцртане на њој и њен специфичан облик (у виду свитка дужине 6,83 метара и ширине 34 сантиметара), јасно указују да је она у ствари итинерариум пиктум (лат. itinerarium pictum), или „туристичка мапа-водич“, намењен куририма, трговцима и другим путницима намераницима, које су више интересовале станице за предах и одмор, него географска обележја, главни градови или насеља.
Отуство Иберијског полуострва на западу (приказано сивом бојом), указује да је у пронађеној копији мапе недостајала дванаеста оригинална секција. Иста је обновљена 1898. од стране Конрад Милера.
Поред тога што мапа приказује целокупно Римско царство, на њој је уцртани делови Африке, Блиски исток, Индија, Ганга, Шри Ланка, па и делови Кине.
На мапи је приказан и храм Аугустуса у Музирису, једној од главних лука за трговину са Римским царством на југозападној обали Индије.
Три најважнија римска града посебно су истакнута на мапи, Рим, Цариград и Антиохија, и приказана су специфичном иконографском декорацијом.
Након студиозног проучавања ове мапе, примећује се да су физички елементи на њој представљени различитим бојама. Земља је обојена жуто, границе копна и највећи број записа су црни, црвеном бојом означени су главни путни правци, зеленом језера реке и мора. Сивкастожутом и нијансом ружичасте боје приказане су планине, као и вињете и идиограми који означавају насељена места или раскршћа са локалним путевима.

## Систематизација топонима на карти
Места и градови су представљени разним симболима, почев од најједноставнијих у облику две зграде или две куле, до индивидуалних портрета, посебно истакнута три велика града Римског царства.
На Појтингеровој табли путеви су представљени као низ грубих паралелних линија дуж које су означене дестинације намењене путовањима. Главни путеви су били обележени црвеном бојом, док су топоними углавном исписани црном, док је земља обојена жутом бојом, планине сивожутом, док су хидрографски објекти означени зеленом бојом.
Поред главних путева карта обухвата и градове, места, логоре, путну мрежу, географске одлике, називе провинција, народа и племена. 
Преломи на линијама путева означавају положај узастопних путних станица, између којих су растојања обележена цифрама у миљама изнад путне линије.
Веће станице обележене су вињетама различите величине, према важности.

Пергамент на коме је сачињена мапа има конвенционални правоугаони распореда. Међутим, постоји и груба сличност са координатама Птолемеј које земљу-мапирају што наговештава да је нека врста мапирања постојала и у доба Римљана.
| „ | Неки елементи везани за палеографску анализу карте указују на то да су поједини појмови били додавани у различитим периодима. Јасан пример је приказивање најважнијих градова Царства: Рима, Антиохије и Константинопоља. Симболи у виду градских бедема из птичје перспективе указују на измене из средњег века, тј. из 12. или 13. века. Ипак, општи изглед мапе, њен садржај и прецизне географске одреднице одају порекло из римске епохе. До сада није постигнута сагласност о датуму настанка копије на основу оригиналне римске верзије. | ” |

## Србија на Појтингеровој табли
Део нацртаних римски путева на Појтингеровој табли водио је и преко територије данашње Србије, дуж речних токова Саве, Дрине, Дунава, Велике Мораве, Ибра, Нишаве, Топлице и Тимока.
У Појтингеровој табли централно место на простору данашње Србије имао је Наисус. У њему су се у античком периоду укрштали следећи путеви који се помињу и у овом итинерару: 
- Viminacium—Naissus—Serdica—Constantinopolis
- Naissus—Ratiaria
- Naissus—Lissus
- Naissus—Scupi

У античко доба на простору данашње Србије протезао се прометни војни и трговачки пут. Он је полазио из Подунавља, односно из Сингидунума (лат. Singidunum), и преко Виминацијума (лат. Viminacium) је водио на југ, долином Велике Мораве до Наисуса. Затим је скретао према истоку, долином Нишаве ка Сердици (лат. Serdica) и Константинопољу (лат. Constantinopolis).
Дуж ове трасе временом су настала многа насеља, о чему сведоче итинерари са списковима успутних станица на територији данашње Србије, од којих је на Појтингеровој табли уцртано око четрдесет.
Неке од значајнијих станица биле су: Mutatio ad sextum (Мали Мокри Луг), Tricornium (Ритопек), Margum (Кулич, код Смедерева), Viminacium (Костолац), Idimmum (Медвеђа), Horreum Margi (Ћуприја), Praesidium Pompei (Бован, код Алексинца), Naissus (Ниш), Remesiana (Бела Паланка), Turres (Пирот)., или у оригиналној верзији:
Tabula Peutingeriana, segm. VII: Municipio X Iovis Pago XII Idimo XVI Horrea Margi XVII Presidio Dasmini XV Praesidio Pompei XII Gramrianis XIII Naisso XXIIII Romesiana XXV Turrib(us).